# Стенограма
Стенограмата, понякога само грама, е резултатът от работата на стенограф.
Представлява запис на текст, реч, лекция, изказване (по време на дебат, дискусия, разговор), на хартиен носител чрез използване на метод за бързо записване, наречен стенография. Най-често се използва в съвременните парламенти.
За да бъде четлива за онези, които не познават стенографските знаци, тя изисква транскрипция в азбуката на езика, който се използва в страната на парламента, или изобщо на езика на читателската аудитория.
Този термин погрешно се употребява (обикновено като „стенограма от парламентарно заседание“) за обозначаване на разшифрован текст след транскрибиране на стенограма.